# بنجامين هانتينغتون
بنجامين هانتينغتون هو محامي وقاضي وسياسي أمريكي، ولد في 19 أبريل 1736 في نورويتش في الولايات المتحدة، وتوفي في 16 أكتوبر 1800 في رومي في الولايات المتحدة. نشط حزبياً في Pro-Administration Party (United States) ‏. وقد انتخب عضو مجلس النواب الأمريكي ‏.